# Abraão de Almeida
Abraão de Almeida (Bom Jardim de Minas, 23 de setembro de 1939) é um pastor, escritor e conferencista brasileiro.

## Biografia
Filho de adventistas do sétimo dia, Abraão abandonou a igreja na adolescência. Em 1959, quando prestava o serviço militar na Academia das Agulhas Negras em Resende, converteu-se e no mesmo ano foi batizado na Assembleia de Deus da cidade. Escreveu seu primeiro artigo evangélico em 1960, para o jornal O Semeador, da Assembleia de Deus de Madureira, no Rio de Janeiro, e foi seu colaborador assíduo por vários anos. No ano seguinte, transferiu-se para Osasco e ocupou diversas posições na denominação, inclusive a direção de uma congregação em Carapicuíba, onde recebeu o batismo no Espírito Santo em 1 de novembro de 1976. Publicou artigos em jornais evangélicos e seculares, foi comerciante, redator-chefe do Diário Municípios em Marcha, gerente de pessoal e planejamento e estatística em empresas comerciais. Também foi eleito suplente de vereador pelo Arena, com 851 votos.
Casou-se em 28 de dezembro de 1963 com Maria Lúcia Viana de Almeida, e tiveram quatro filhos: Elaine, Elaíse, Élida (já falecida) e Abraão Júnior.
Em maio de 1977, Abraão de Almeida foi convidado a ser redator da Casa Publicadora das Assembleias de Deus, e em julho foi nomeado Secretário da Redação dos periódicos da editora. Pela CPAD publica em 1978 seu primeiro livro, Israel, Gogue e o Anticristo, depois lançado em Portugal e em espanhol nos Estados Unidos, alcançando mais de 250.000 cópias vendidas. Desde então escreveu mais de trinta livros, com edições em português e espanhol. Tornou-se Diretor de Publicações da CPAD em 29 de janeiro de 1979. Transferiu-se para os Estados Unidos em 1984. Foi editor da Editora Vida em Miami, revisor da Bíblia Edição Contemporânea (ECA) de João Ferreira de Almeida, e da comissão de tradução da Nova Versão Internacional (NVI) em português. É colunista da seção "Falando de História", da Revista Graça/Show da Fé e de outros veículos evangélicos.
Abraão foi ordenado ao pastorado pela Assembleias de Deus em 1979, no Rio de Janeiro. Mestre em Teologia pelo Seminário Unido, no Rio de Janeiro. Doutor em Divindade honoris causa pela Faculdade de Administração Eclesiástica Batista das Américas, de Campinas, foi membro da Academia Evangélica de Letras do Brasil e da Casa de Letras Emílio Conde, da CPAD. Recebeu da Associação Brasileira de Editores Cristãos (ABEC), em 2002, o Prêmio Personalidade Literária (indicado pela CPAD) e o Prêmio Bíblia NVI.
Fundou a Igreja Evangélica Brasileira de Coconut Creek, Flórida, e dirigiu o Seminário Betel, com cursos presenciais e por correspondência. Atualmente é um dos pastores do Ministério Fronteira na Flórida, presidido por Alvaro e Elaine Cruz, seu genro e filha.

## Obras selecionadas
- Israel, Gogue e o Anticristo (1978)[6]
- Então virá o fim (1979)[2]
- O Sábado, a Lei e a Graça (1979)[2]
- Tratado de Teologia Contemporânea (1980)[2]
- Assim vive Israel (1985)[7]
- Visiones profecticas de Daniel (1986)
- El Tabernáculo y la Iglesia (1988)
- Lições da história que não podemos esquecer (1993)[8]
- El Sábado, la Lei y la Gracia (1999)[9]
- Teologia Contemporânea (2014)[10]
- 201 Respostas (2015)[11]
- Mais 201 Respostas (2015)[12]
- Uma Profecia Para Hoje (2016)[13]
- O Cristão e a Escalada da Violência (2016)[14]
- A Reforma Protestante: Edição Ampliada Comemorativa aos 500 Anos da Reforma Protestante (2017)[15]
- O Tabernáculo e a Igreja (2017)[16]
- Apologia da Fé Cristã (2018)[17]